# 17927 Ghoshal
A 17927 Ghoshal (ideiglenes jelöléssel 1999 GL20) a Naprendszer kisbolygóövében található aszteroida. A LINEAR projekt keretében fedezték fel 1999. április 15-én.